# Chapelle Colleoni
La chapelle Colleoni (en italien : cappella Colleoni), est une église située à Bergame en Italie. Elle est construite contre la basilique Santa Maria Maggiore. Elle accueille les restes du condottiere Bartolomeo Colleoni.

## Histoire
L'édifice qui est dédié aux saints Bartholomée (saint Barthélemy), Marc et Jean Baptiste, a été construit entre 1472 et 1476 comme mausolée pour le célèbre condottiere Bartolomeo Colleoni, membre d'une des familles les plus importantes de la ville, et de sa fille Medea. Colleoni voulait faire de sa chapelle funéraire un monument à la gloire de sa longue et illustre carrière de condottiere au service de Venise. 
Le site choisi pour la construction est celui de l'ancienne sacristie de l'église voisine de Santa Maria Maggiore, sacristie qui a été démolie par les soldats de Colleoni.
La conception de la chapelle a été confiée à Giovanni Antonio Amadeo, dont le plan respecte certains traits de Santa Maria Maggiore, comme le tambour octogonal de la coupole et dans la cuspide de la lanterne, ainsi que par l'utilisation de marbres polychromes. Cependant, le style de l'édifice est totalement novateur pour la Lombardie. Il marque une rupture totale avec le passé et introduit de façon signifiante la Renaissance à Bergame. C'est aussi le premier monument d'un condottiere à utiliser la rhétorique humaniste.
Pendant des siècles, on croyait que les restes du condottiere avaient été enterrés ailleurs, car le sarcophage semblait vide. Cependant, le 21 novembre 1969, ils ont été découverts dans la tombe des Colleoni, dans un cercueil en bois caché sous une couche de plâtre.

## Situation
La chapelle est construite sur la principale place publique de Bergame, entre la nef et le transept de Santa Maria Maggiore, à droite de la porte principale. Elle fait face au Palazzo della Ragione, le siège du gouvernement civique. La cathédrale se trouve à l'est, inachevée à l'époque de la construction, et la Piazza Vecchia au nord. Ce positionnement est un choix assumé.
En 1474, Colleoni propose de reconstruire le Palazzo della Ragione, qui se trouve sur la place, afin de ne plus boucher la vue sur la chapelle, dans l'optique de rivaliser avec l'idéal communal et de s'imposer comme seigneur. Il aurait voulu faire de Bergame la capitale de son État, mais la ville, passée sous domination vénitienne, ne fait pas partie de ses domaines. Le condottiere n'a de cesse de souligner ses origines bergamasques, comme cela est exprimé sur la plaque de plomb placée dans sa tombe le long de ses restes. Ses origines sont d'ailleurs aussi soulignées sur son monument équestre érigé à Venise. Sa famille appartient à la petite élite de lignages qui y dominent la vie politique et il se considère avant tout comme un noble de la cité.
En plaçant la chapelle juste à droite de l'entrée principale de Santa Maria Maggiore, la vieille église communale, l'architecte a cherché à doubler le portail du Trecento de l'église avec celui de la chapelle, de manière que le spectateur puisse les découvrir ensemble. Il cherche ainsi à rivaliser avec elle stylistiquement, physiquement et thématiquement. Colleoni veut faire de la chapelle un monument de combat au service de sa longue et illustre carrière de capitaine et y exposer une idéologie bien différente du portail de l'église.
Sa chapelle affirme la vision idéale de la seigneurie dirigée par un maître vertueux, opposée à la commune alors associée à Santa Maria Maggiore. Les deux institutions sont complètement séparées et opposées. Normalement, les chapelles communiquent avec l'église à laquelle elles sont accolées et se trouvent sous leur juridiction. En fondant sa chapelle privée, Colleoni en a volontairement fait une église séparée avec ses officiants et sa propre administration, le Pio Luogo della Pietà, une institution charitable qu'il a fondé à Bergame en 1466. Son objectif était alors de doter des jeunes femmes pauvres, mais dans le codicille du testament de 1475, elle reçoit de nouvelles fonctions, trois chapelains et un prêtre sont désormais rétribués pour y célébrer des messes quotidiennes pour le salut de l'âme du condottiere et le Pio Luogo della Pietà est l'unique responsable de l'entretien de la chapelle, de son apparat et de son appareil liturgique. Elle devient une fondation personnelle de Colleoni, administrée après sa mort par une institution qu'il a organisée et dotée.

## Architecture

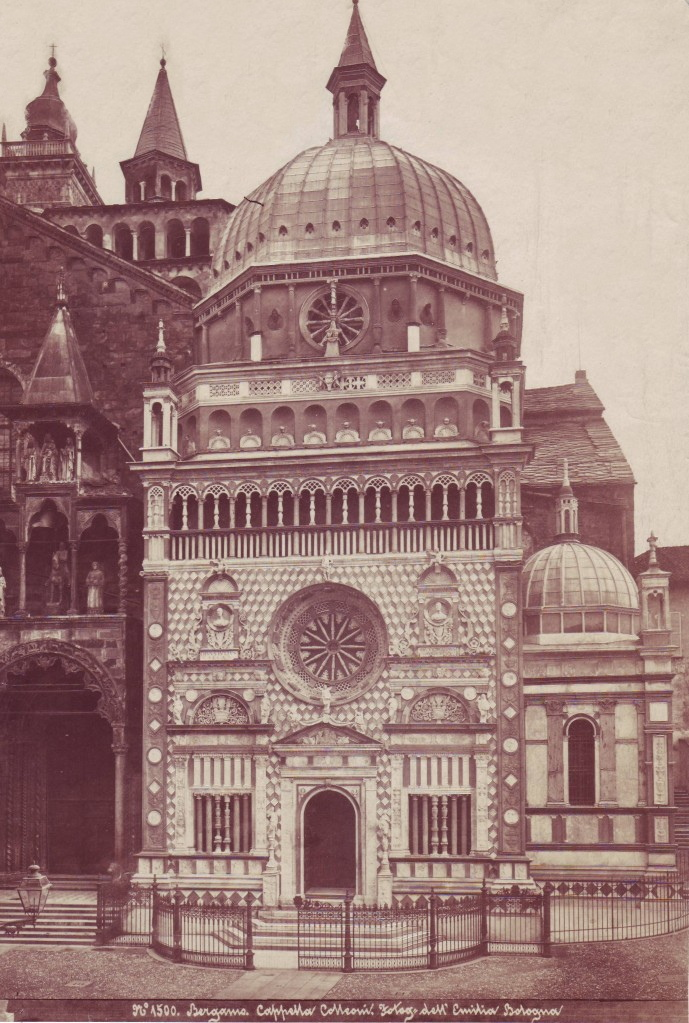
La chapelle Colleoni, avant 1914 photographiée par Pietro Poppi (1833-1914)
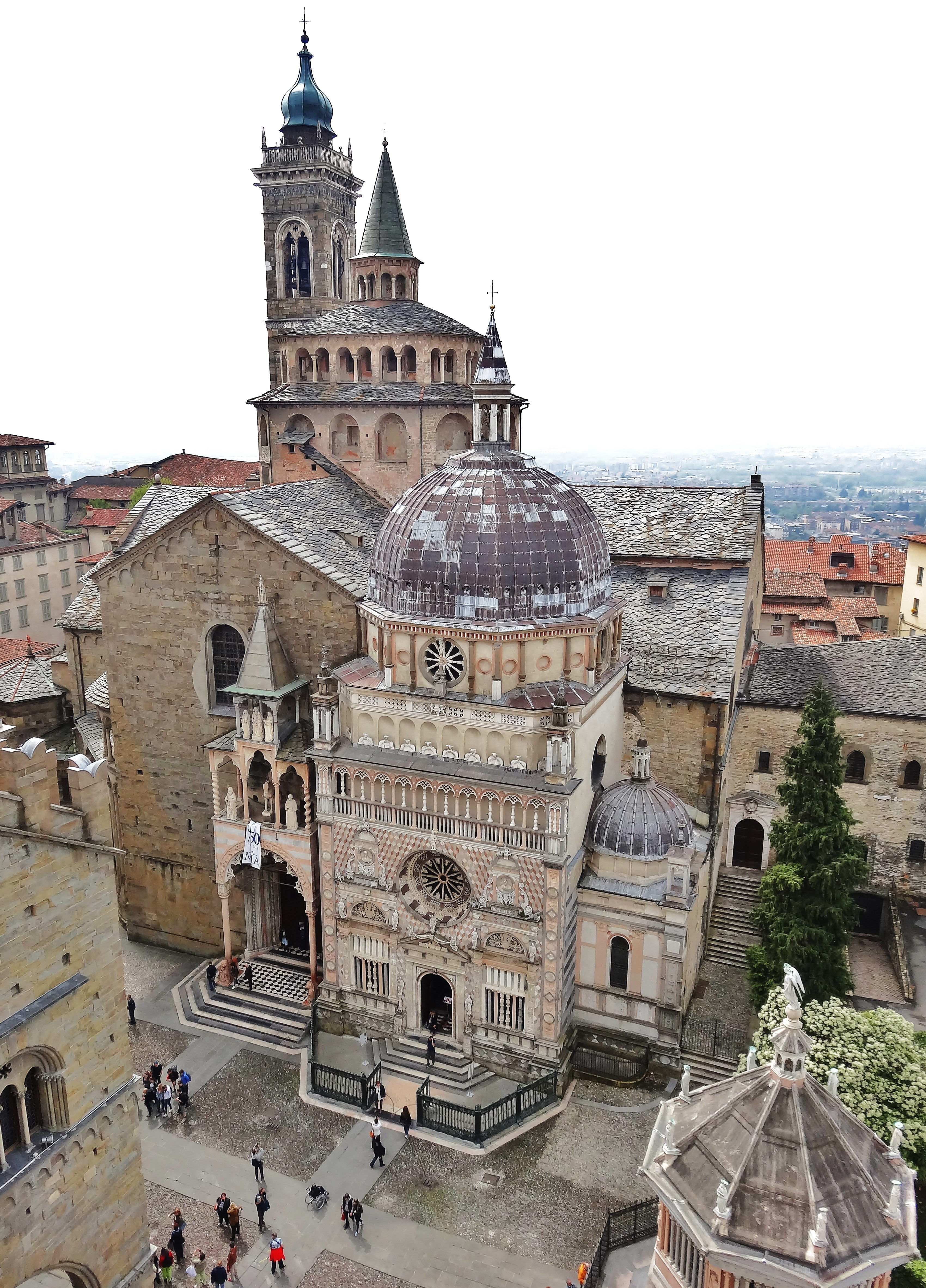
Chapelle Colleoni et Basilique Santa Maria Maggiore

### Choix politique de l'architecte
Giovanni Antonio Amadeo, le sculpteur et architecte chargé de la construction et du décor de l'édifice, introduit un style radicalement nouveau en Lombardie, véritable manifeste humaniste qui marque une rupture brutale avec le passé communal représenté par les autres édifices religieux et civils de la place. Au début des années 1470, cette chapelle est l'un des principaux monuments de la Renaissance lombarde.
Le projet de l'architecte reflète les idéaux politiques de Colleoni. Amadeo est le maître d'œuvre de la chartreuse de Pavie, monument commencé sous les Visconti et continué sous les Sforza. Colleoni, qui a fait presque toute sa carrière au service de Venise, ennemie de Milan, n'a jamais caché son admiration pour Francesco Sforza qui s'est emparé de Milan en 1449 sans légitimité et que Colleoni aurait voulu imiter. En 1471, au moment où ce dernier décide d'édifier la chapelle, Galeazzo Maria Sforza se fait construire une chapelle funéraire monumentale imitée des baptistères de Florence et de Pise qui, bien que jamais terminée, a pu susciter l'émulation de Colleoni. En choisissant l'architecte des Sforza, il proclame son droit à diriger un État à leur ressemblqance. Il essaie alors de nouer des liens avec les Sforza en tentant de marier sa fille Medea à Galeazzo Maria, mais elle meurt prématurément en 1470.
La chapelle est conçue comme une rivale au portail de la cathédrale gothique.

### Extérieur
La façade est caractérisée par l'utilisation de décorations de marbre tarsié et par une polychromie en losanges blancs, rouges et noirs. La riche armature de sculpture figurative proclame les vertus du commanditaire de la chapelle. Sur le portail principal se trouve une rosace, flanquée de deux fenêtres avec les bustes de Jules César et Trajan disposés sur chacun des tabernacles. Au-dessus de chacun d'eux, une inscription précise le nombre d'années où ces empereurs ont régné, soit au total vingt-quatre ans, le nombre d'années où Colleoni a servi comme capitaine de Venise. Les condottieres utilisent souvent les empereurs romains comme modèles de leur activité militaire. Si Jules césar est un modèle d'abord militaire, Trajan est l'exemple de l'empereur juste, à une époque où de nombreuses histoires vantent la sagesse et la justesse de l'empereur.
La partie supérieure du socle possède neuf plaques avec des reliefs représentant de histoires bibliques et quatre bas-reliefs avec les travaux d'Hercule. Amadeo les y a certainement placés parce que dans la Vie de Colleoni écrite en 1472 par Antonio Cornazzano, le condottiere se présente comme un descendant d'Hercule, une figure souvent associée à la vertu chrétienne de la Force. 
Dans l'axe principal de la façade, au-dessus de la rose, une statue de soldat portant une armure antique, sans attribut ni inscription, ne peut qu'être associée à Colleoni. Juste au-dessus, deux putti tiennent un écu avec les armes des Colleoni. Une figure associée traditionnellement à la roue de la fortune est représentée au sommet de la rose: Comme beaucoup d'hommes de cette époque, Colleoni attribue sa réussite à sa bonne fortune. 
Les deux allégories de Fortitudo et Constance, placées près de l'escalier central, renforcent ces associations. Les quatre pilastres des fenêtres flanquant le portail sont surmontés par des statues des Vertus. La partie supérieure de la façade possède une loggia de style roman. 

### Intérieur
L'intérieur comprend une salle carrée et une petite salle abritant le maître-autel. La tombe de Bartolomeo Colleoni (mort le 2 novembre 1475) se trouve sur le mur en face de l'entrée. Il est orné de bas-reliefs des épisodes de la vie du Christ, statues, têtes de lions et une statue équestre du condottière en bois avec dorures, terminée par des maîtres allemands de Nuremberg en 1501. L'ensemble est entouré par un arc de triomphe.
Le monument funéraire de Medea Colleoni (morte le 6 mars 1470) est de la main de Giovanni Antonio Amadeo. Il est situé sur le mur de gauche et possède une statue de la déposition de la Croix gravée en haut relief. La tombe a été transférée à cet endroit en 1892.
Le presbytère a un grand autel sculpté par Bartolomeo Manni en 1676, abritant les statues des trois saints auxquels est dédiée la chapelle : Jean, Marc et Bartholomé réalisés par Pietro Lombardo. 
La corniche relevée est soutenue par des colonnes salomonides. La table d'autel, une conception par Leopoldo Pollack, est soutenue par les anges sculptés par Grazioso Rusca.
L'autel par Bartolomeo Manni, comporte des sculptures de saints de Pietro Lombardo.
Les fresques de la coupole, illustrant des épisodes de la vie de Marc, Jean-Baptiste et Bartholomé, ont été exécutées par Giambattista Tiepolo en 1732-1733.

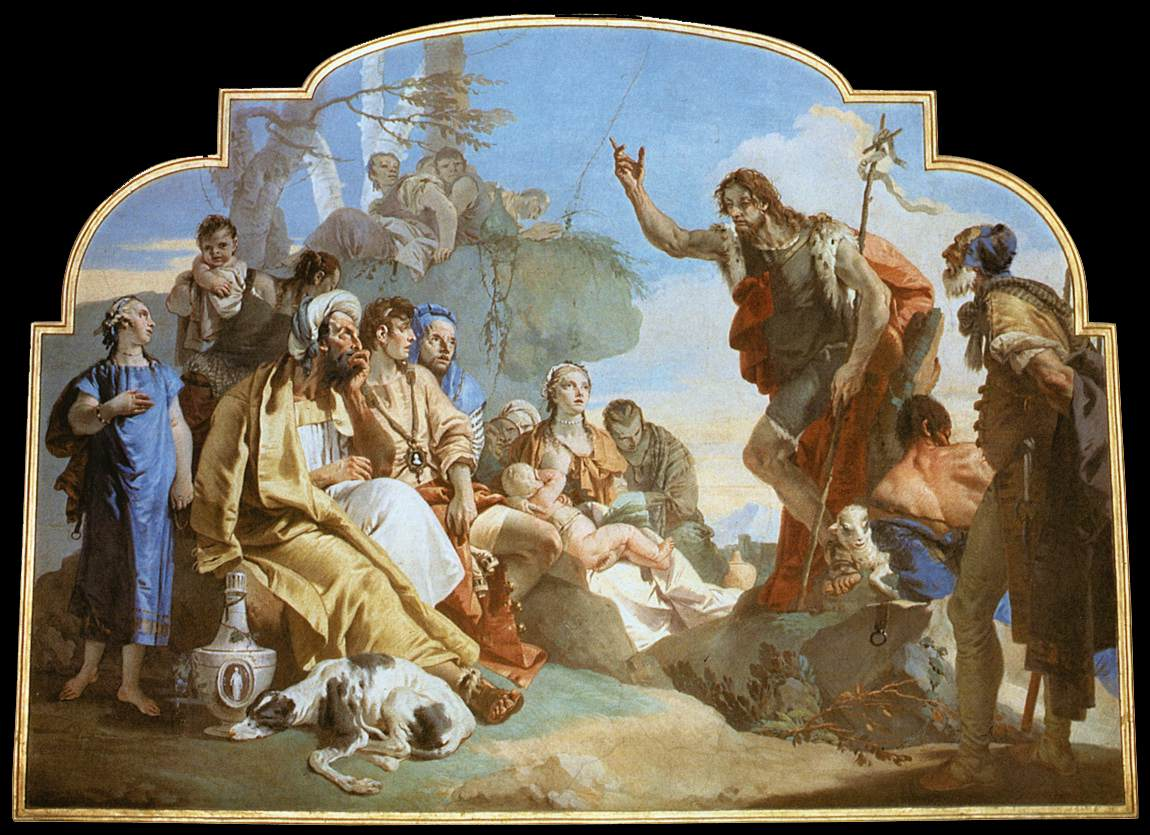
Le Prêche de Saint Jean-Baptiste Giambattista Tiepolo, 1732-1733
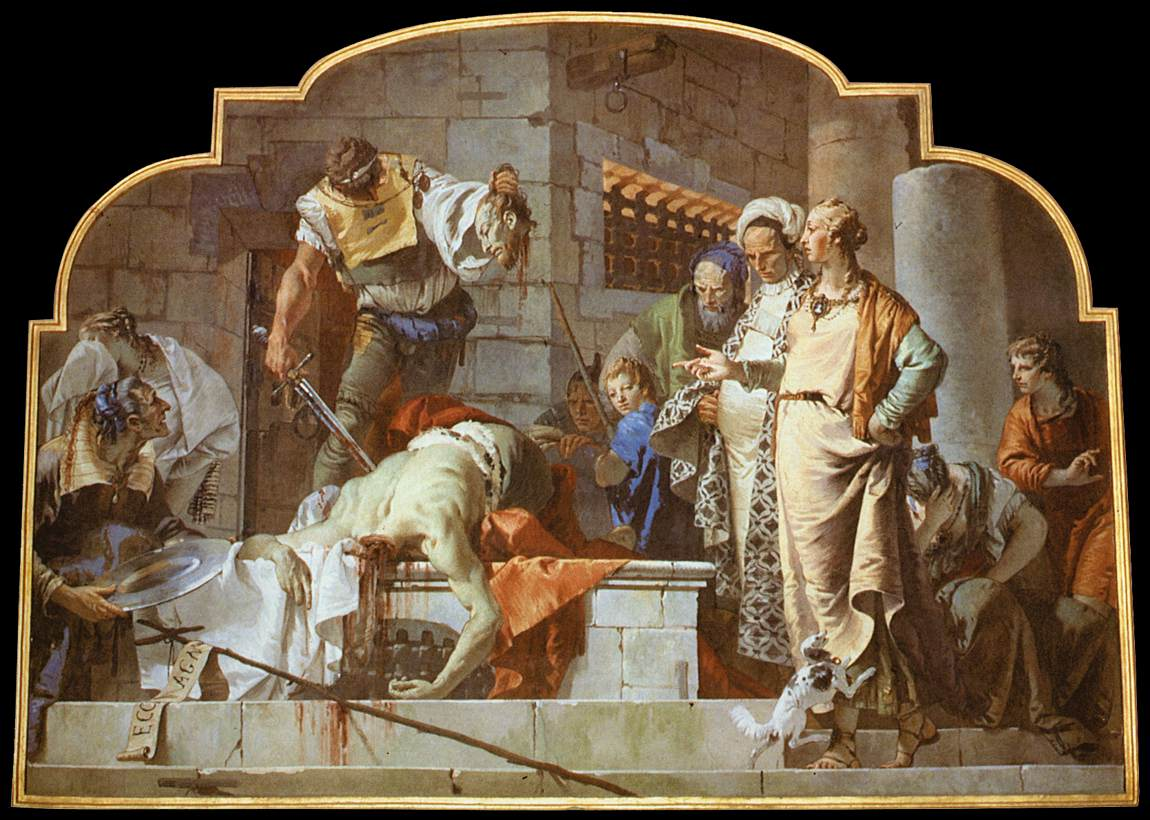
Le Martyre de Saint Jean-Baptiste Giambattista Tiepolo, 1732-1733

#### Tombeau du Colleoni
La statue équestre de Bartolomeo Colleoni en bois doré a été réalisée après 1493 par deux sculpteurs allemands, Leonardo Siry et Sisto de Nuremberg et placée au-dessus des sarcophages en 1500,.
C’est un travail particulièrement élégant et en même temps impressionnant, qui exalte le condottiere au sommet de son pouvoir. L'expression du visage, calme et posée, est totalement différente de la fureur provocante émanant du monument de Verrocchio à Venise , dans des moments et des tensions différents: à Venise, Colleoni se bat et construit son destin ; dans la chapelle de Bergame, il exprime sa puissance dans son accomplissement.

La posture verticale du corps, la tête avec la casquette de capitaine fixée sur l'avant, le bâton de commandement levé et figé dans le temps, seulement contredit par le cheval tourné vers les observateurs, participent également à la scène dans la magnificence du fond bleu.
Le sarcophage supérieur, œuvre de Giovanni Antonio Amadeo comme l'ensemble du monument en pierre, présente une façade de bas-reliefs représentant des scènes de la Nativité, et précisément une Annonciation (à gauche), une Nativité (au centre) et une Adoration des mages (à droite), une iconographie qui prélude à celle, beaucoup plus dramatique, du sarcophage inférieur.
La statue de Samson, ou peut-être d'Hercule, fait partie du groupe de héros qui relie le sarcophage inférieur au sarcophage supérieur, contribuant à créer l'architecture pyramidale caractéristique de l'ensemble du monument. Sur le côté opposé, la scène est fermée par une statue de David.
Les armoiries du Colleoni, à la base du grand sarcophage représentent avec le plus naturalisme les testicules du Colleone, à l'origine de son nom et de son cri de guerre : « Coglia, coglia, coglia ! ».
Ce tombeau est très proche de celui de Bernabo Visconti. Sa statue évoque aussi celle de saint Alexandre, la plus ancienne statue équestre de Bergame. Colleoni poursuit son identification au saint protecteur de la ville, mais le guerrier se tient ici debout à l'antique, à l'image d'un empereur romain et non plus d'un chevalier chrétien.

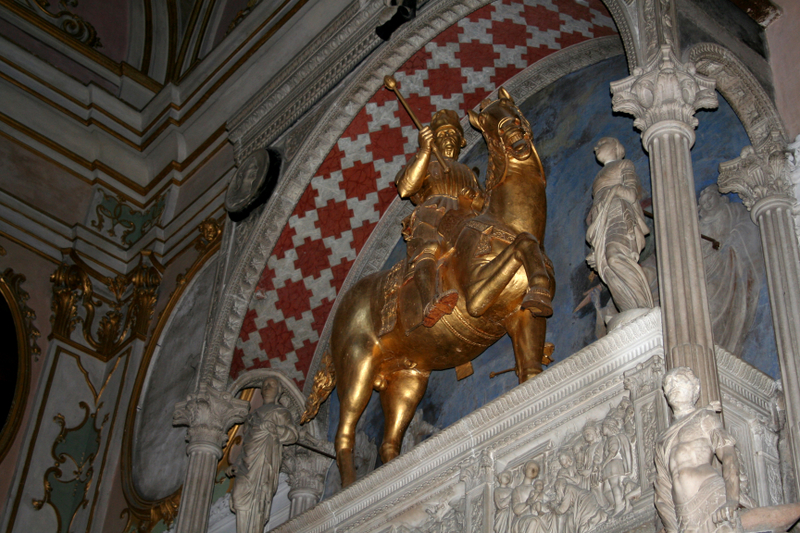
Statue équestre de Bartolomeo Colleoni
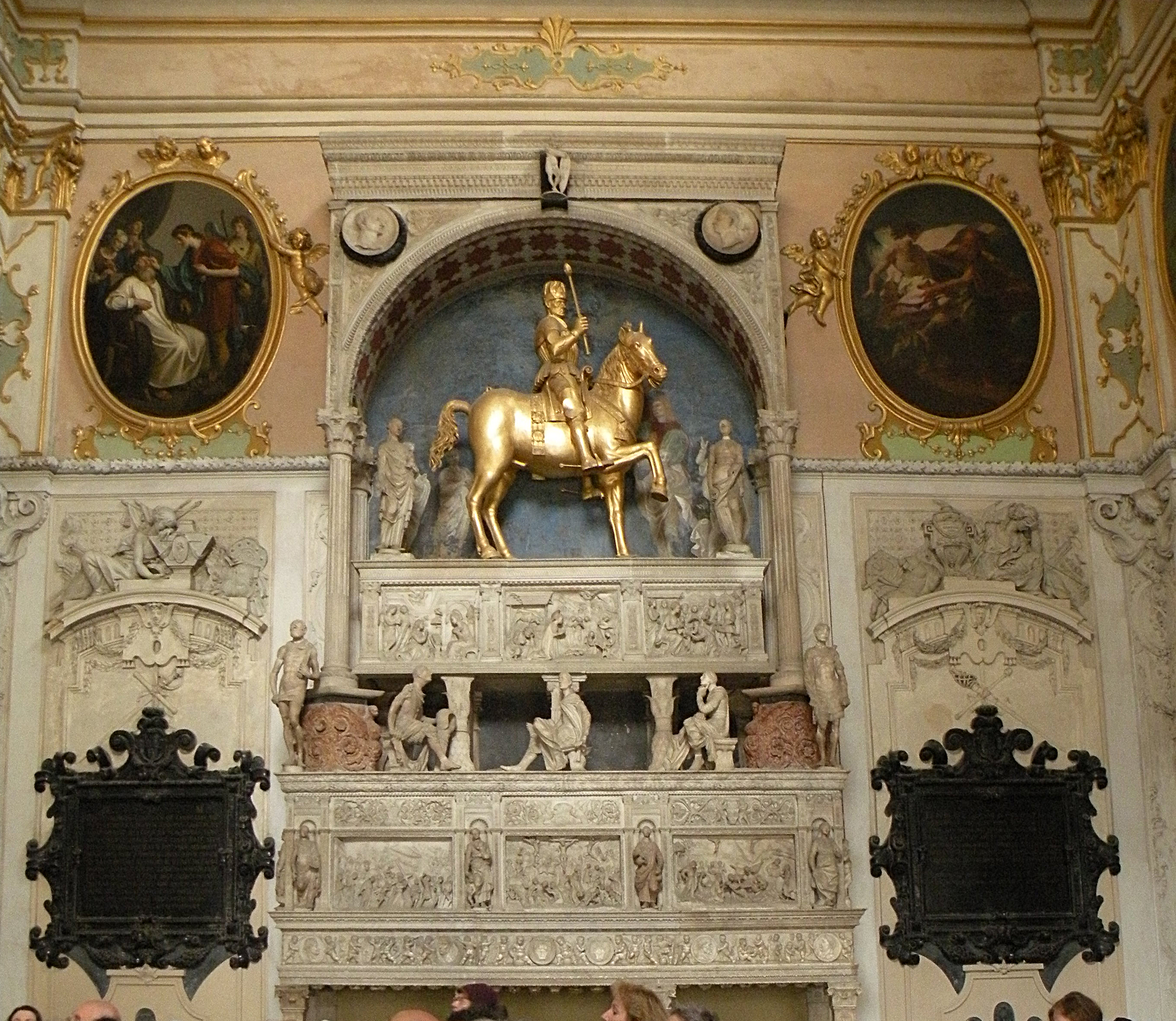
Tombeau de Colleoni
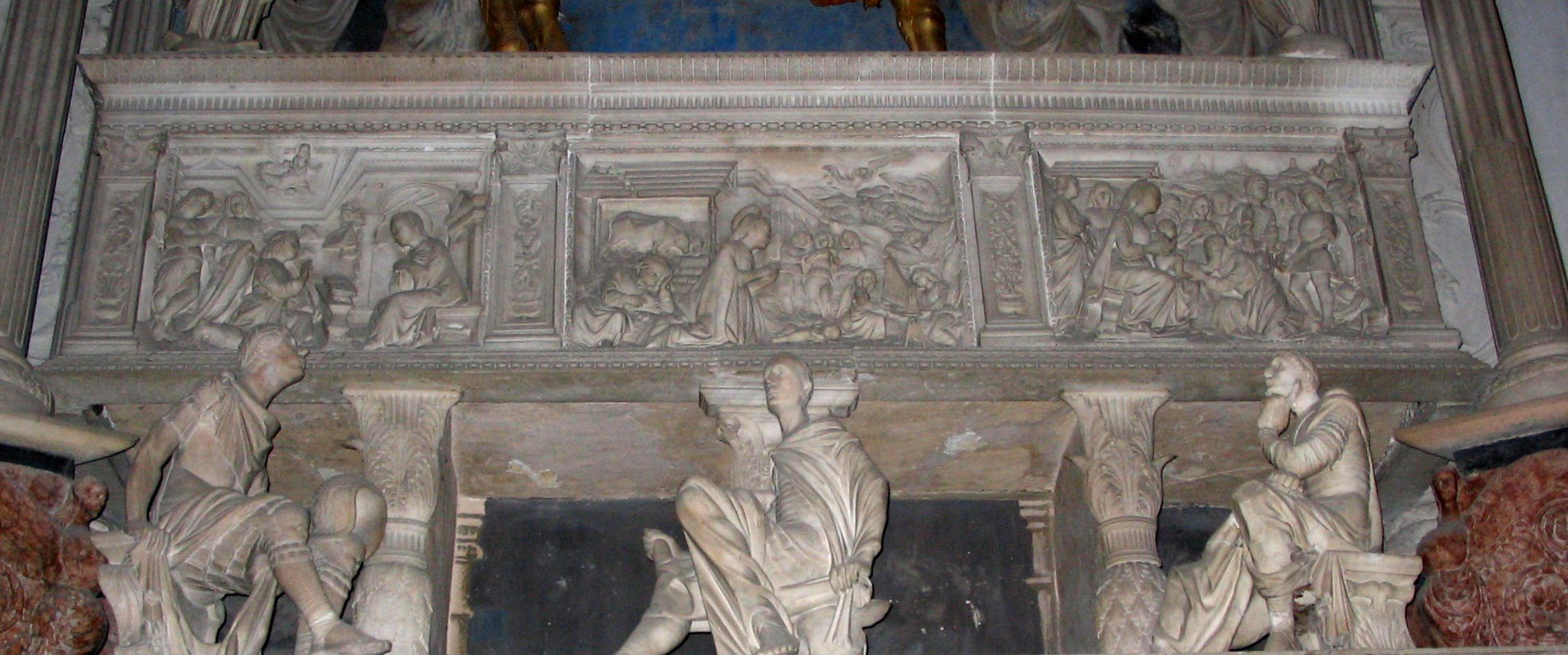
Sarcophage supérieur
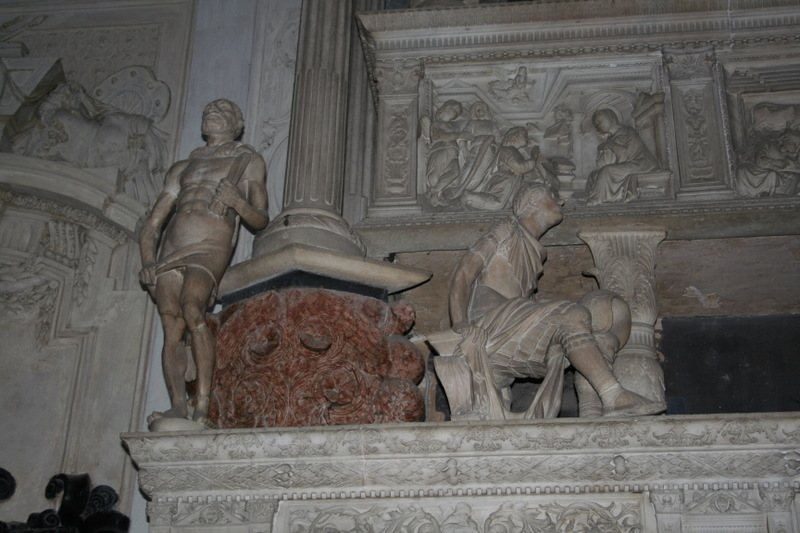
Samson ou Hercule
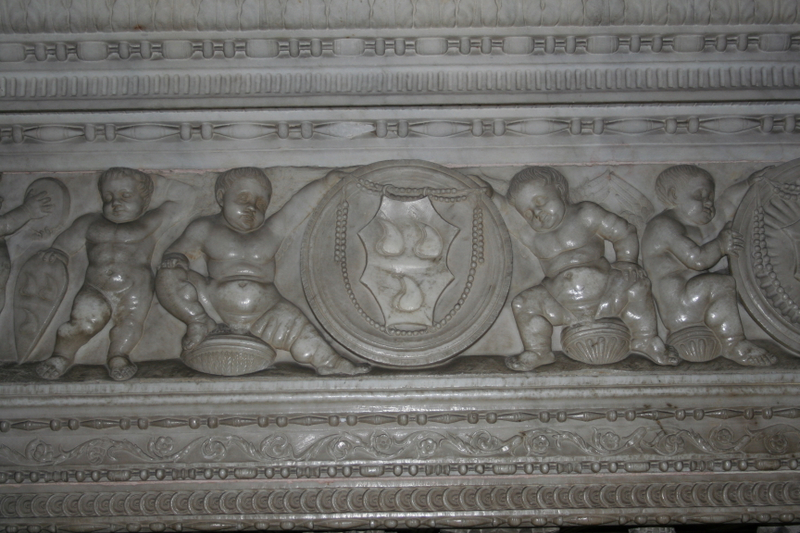
Armoiries de Colleoni

##### Sarcophage inférieur
Le sarcophage inférieur, le plus grand, contient les restes de Colleoni, qui n’y ont été retrouvés que le 21 novembre 1969, après des siècles d'incertitude.
L'ornementation contraste, en raison du contenu dramatique des scènes, avec celle du sarcophage supérieur. Sont représentées : une Montée au calvaire, une Crucifixion et une Déposition.
Les deux sarcophages sont reliés par trois guerriers assis qui observent Colleoni, avec les statues de Samson et de David de chaque côté, dans cet étrange mélange de sacré et de païen qui caractérise toute la chapelle.
Pour compléter la scène presque théâtrale, des colonnes légères, sur des bases de marbre sous l'arc rouge surplombant, encadrent la statue équestre sur un fond bleu pour former un ensemble polychrome aussi raffiné que spectaculaire.
Sur le bord inférieur du sarcophage, des chérubins nus, disposés en procession ou en manège ludique, mettent en valeur les armes de Colleoni.

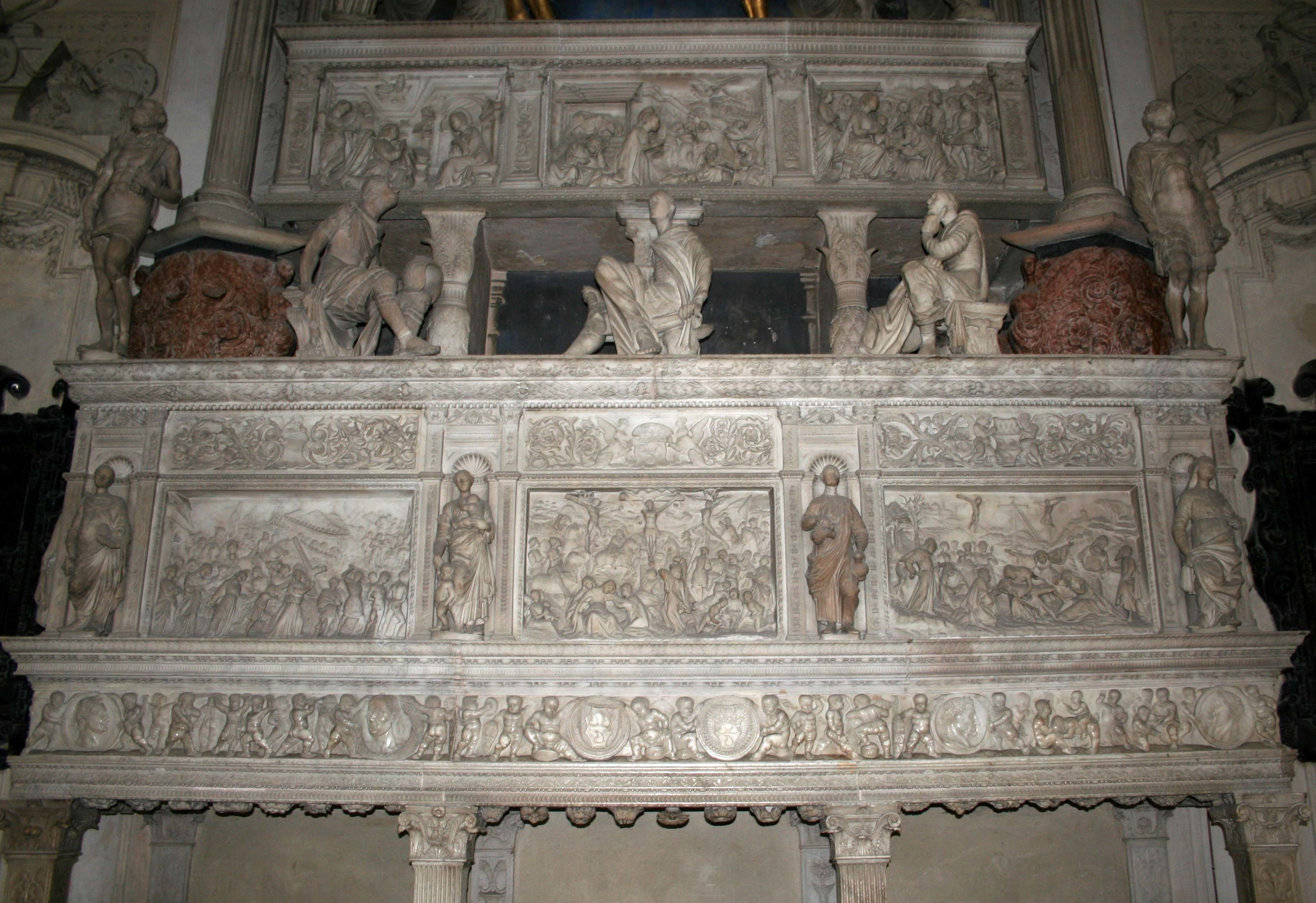
Sarcophage inférieur
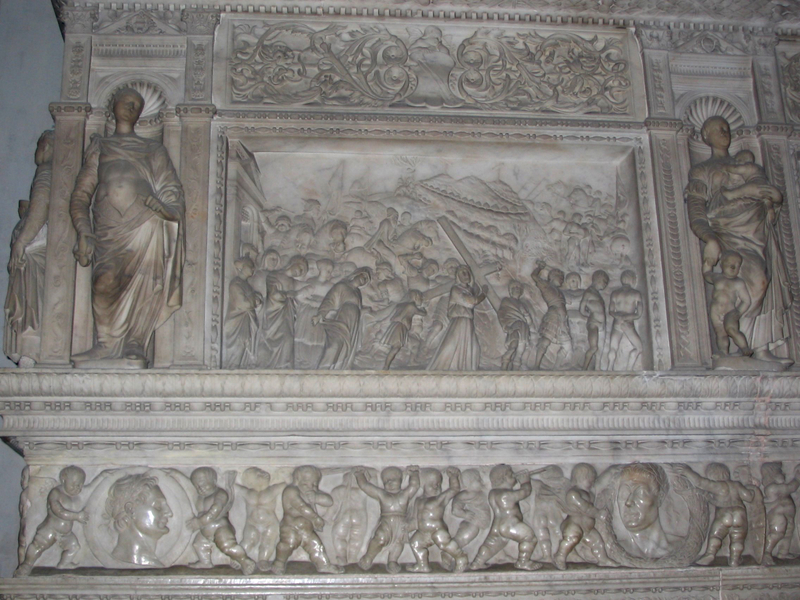
Panneau gauche : la Montée au calvaire
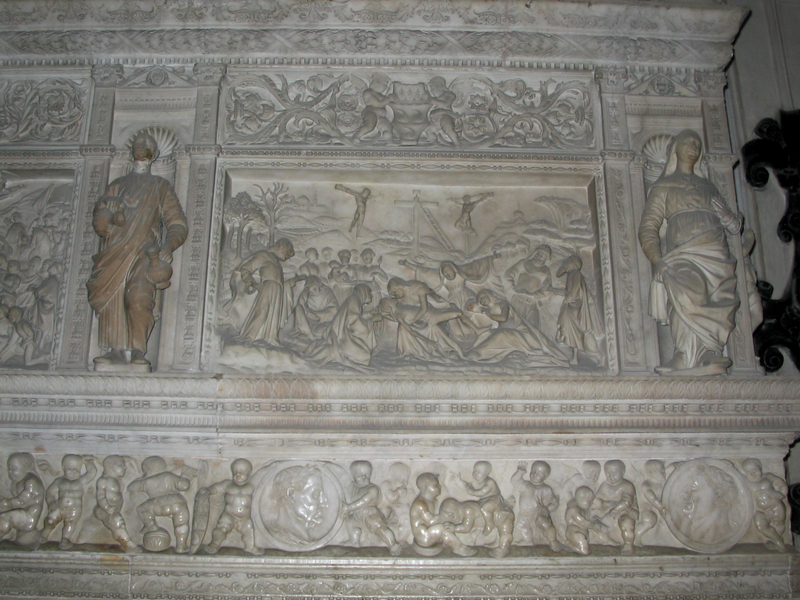
Panneau droit : la Déposition

#### Tombeau de Medea
Le tombeau de Medea, fille du Colleone, également l'œuvre de Giovanni Antonio Amadeo, exprime une délicatesse et une beauté qui contrastent avec l'allégorie de l'ensemble architectural, comme un élément étranger. De fait, il avait été placé dans le sanctuaire de la Basella à Urgnano et transféré à la chapelle seulement en 1842.
Les bas-reliefs de la façade du sarcophage de Médée se distinguent par le contraste entre les blasons, symboles du pouvoir, et la Pietà, symbole religieux.
Les armes de Colleoni sont représentées par une Pietà au centre. Le premier blason représente les testicules typiques du Colleone avec les lis angevins , le second le blason personnel des Colleoni, avec des bandes et des têtes de lion.

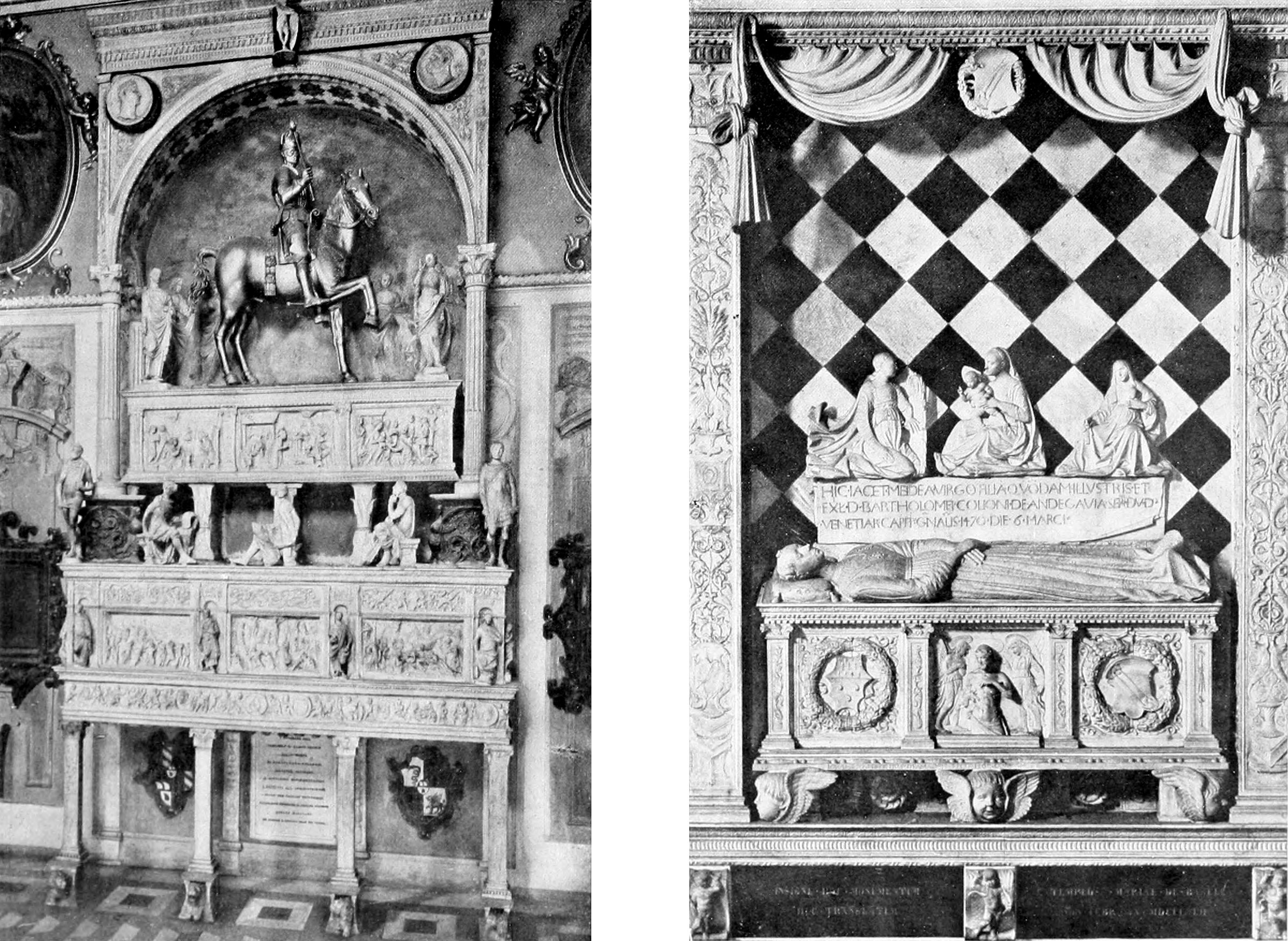
Tombeaux de Colleoni et de sa fille Medea photographiés en 1917
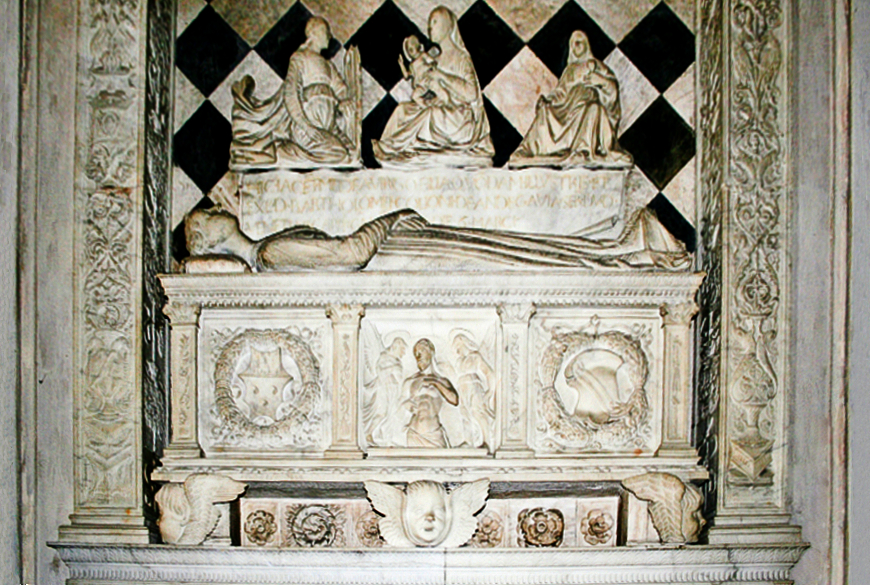
Tombeau de Medea
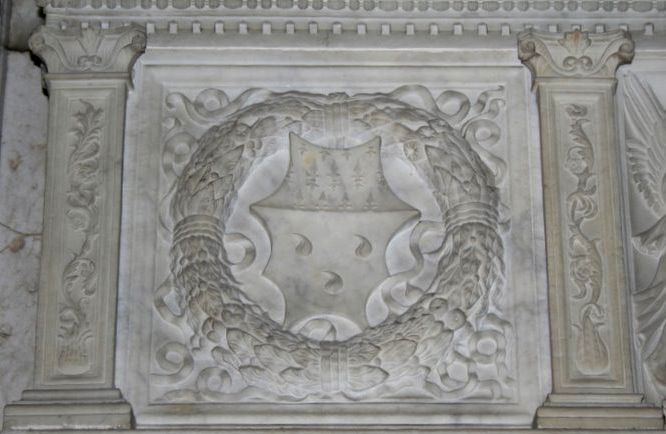
Détail : Armoiries du Colleone
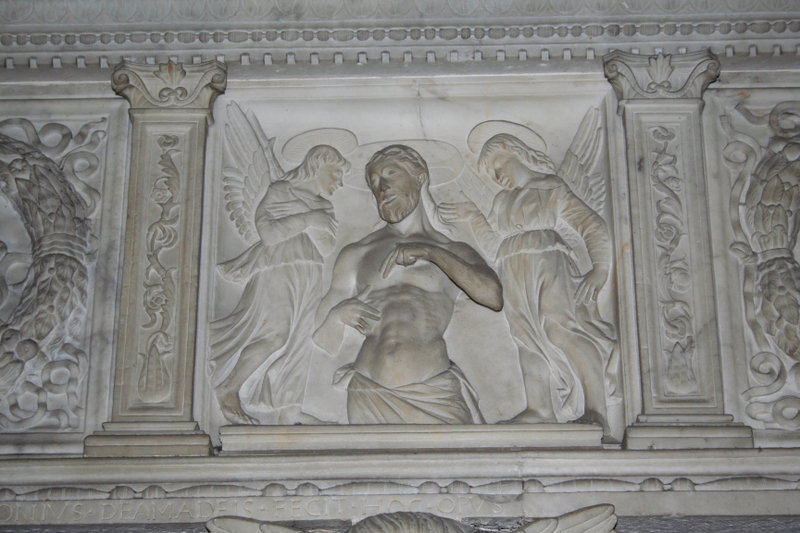
Détail : Pietà
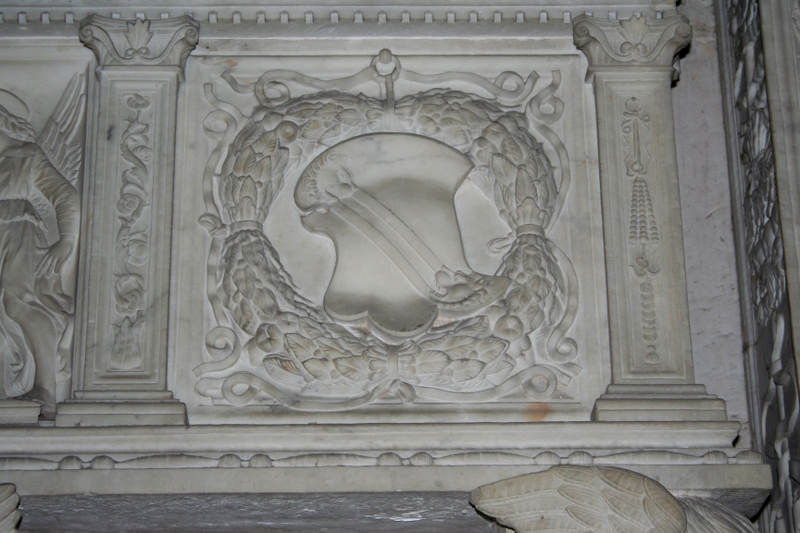
Détail : Blason des Colleoni

#### Coupole
Tiepolo a décoré la base du dôme de fresques montrant des scènes du martyre de Jean-Baptiste et les croisées d'ogives d'allégories de la Justice, de la Charité, de la Foi et de la Sagesse.
Tiepolo a également peint à la fresque les lunettes de l'autel.

#### Autel
L’autel, de style baroque, de Bartolomeo Manni, datant de 1676, est orné des statues de saint Jean-Baptiste, de saint Bartholomée ou Barthélemy (apôtre) et de Marc (évangéliste), œuvres de Pietro, Tullio et Antonio Lombardo, et bordé de deux élégantes colonnes torsadées.
La table, conçue par Leopoldo Pollack, est soutenue par deux anges de Grazioso Rusca, du XIXe siècle.

#### Bancs
Le presbytère est enrichi de deux bancs en bois finement sculptés et marquetés.
Les marqueteries de Giovan Battista Caniana (1750-1790) représentent des scènes bibliques, tandis que les sculptures sont de Giovanni Antonio Sanz (1750-1803).
Les deux œuvres en bois représentent le goût de l'époque à laquelle elles ont été exécutées avec une finesse et une élégance particulières.
Au-dessus du comptoir à gauche se trouve une toile d’Angelica Kauffman (1741-1807).

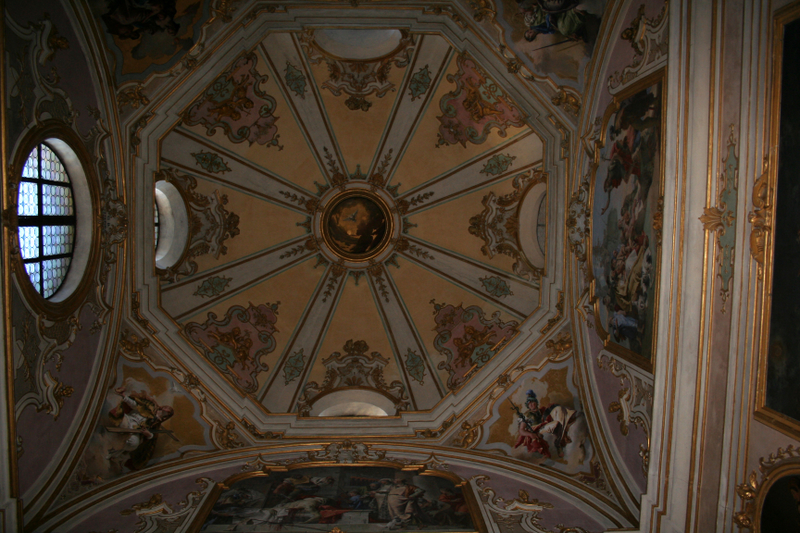
Coupole de la chapelle Colleoni.
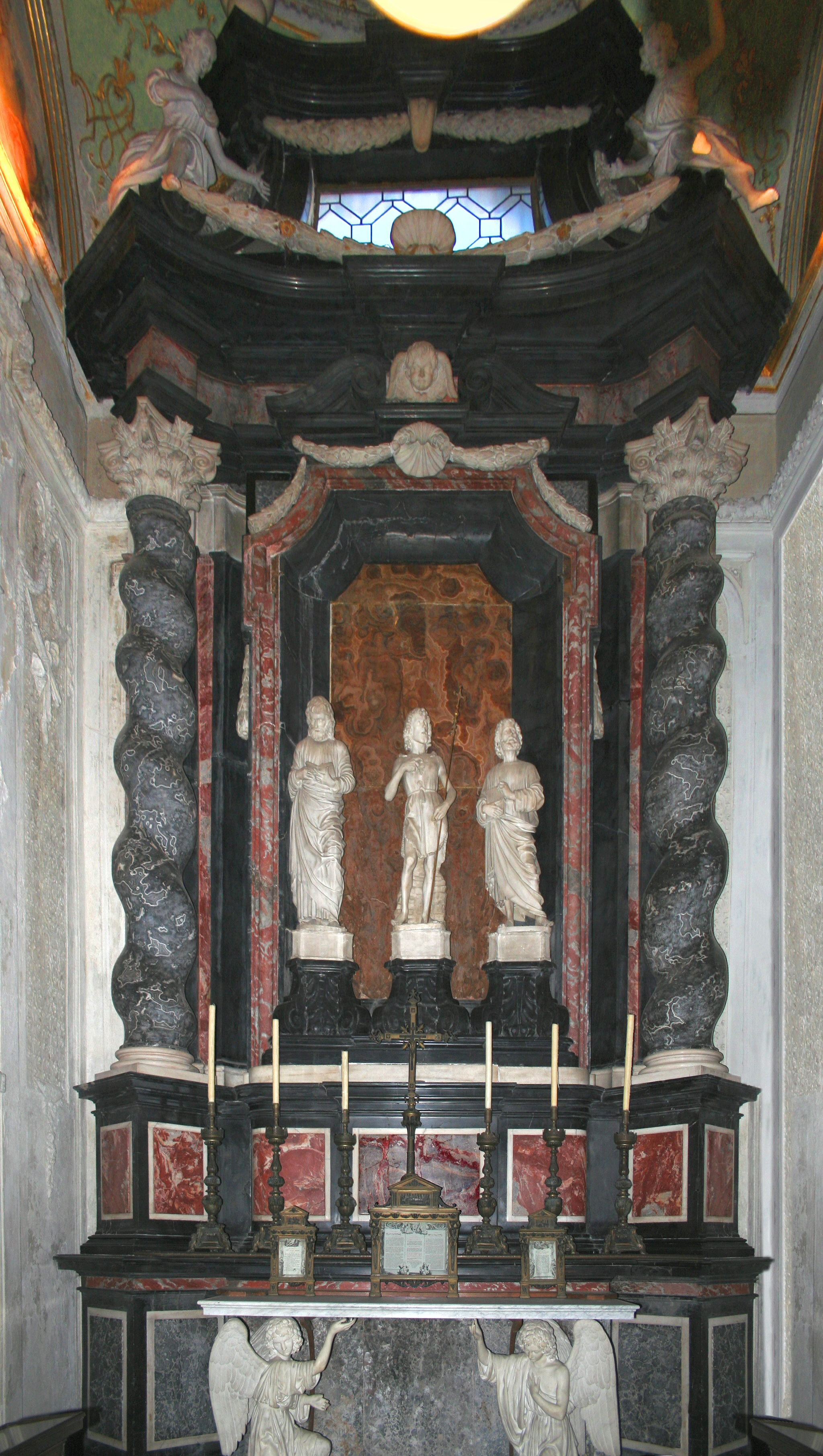
Autel de la chapelle Colleoni.
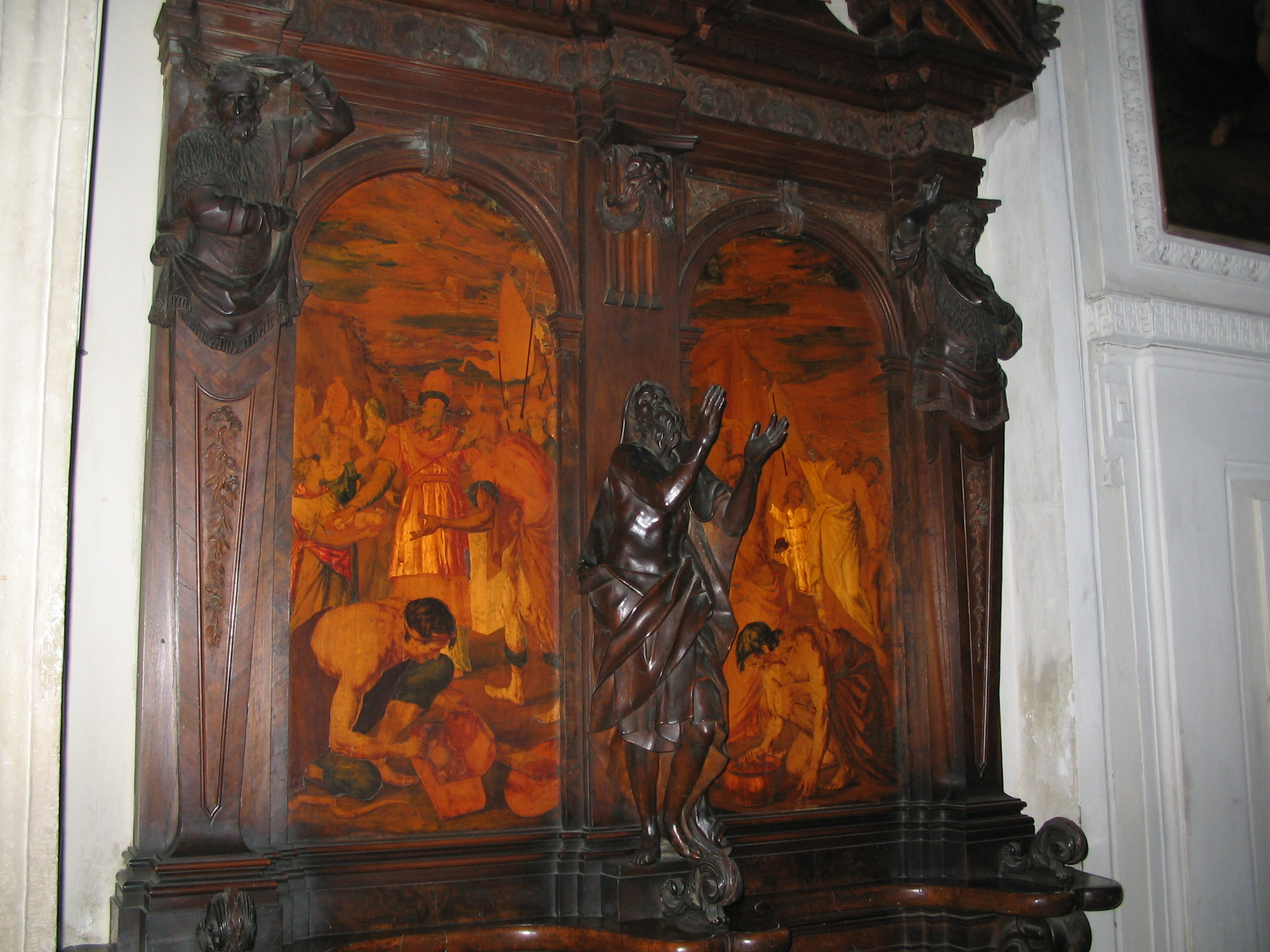
Bancs.
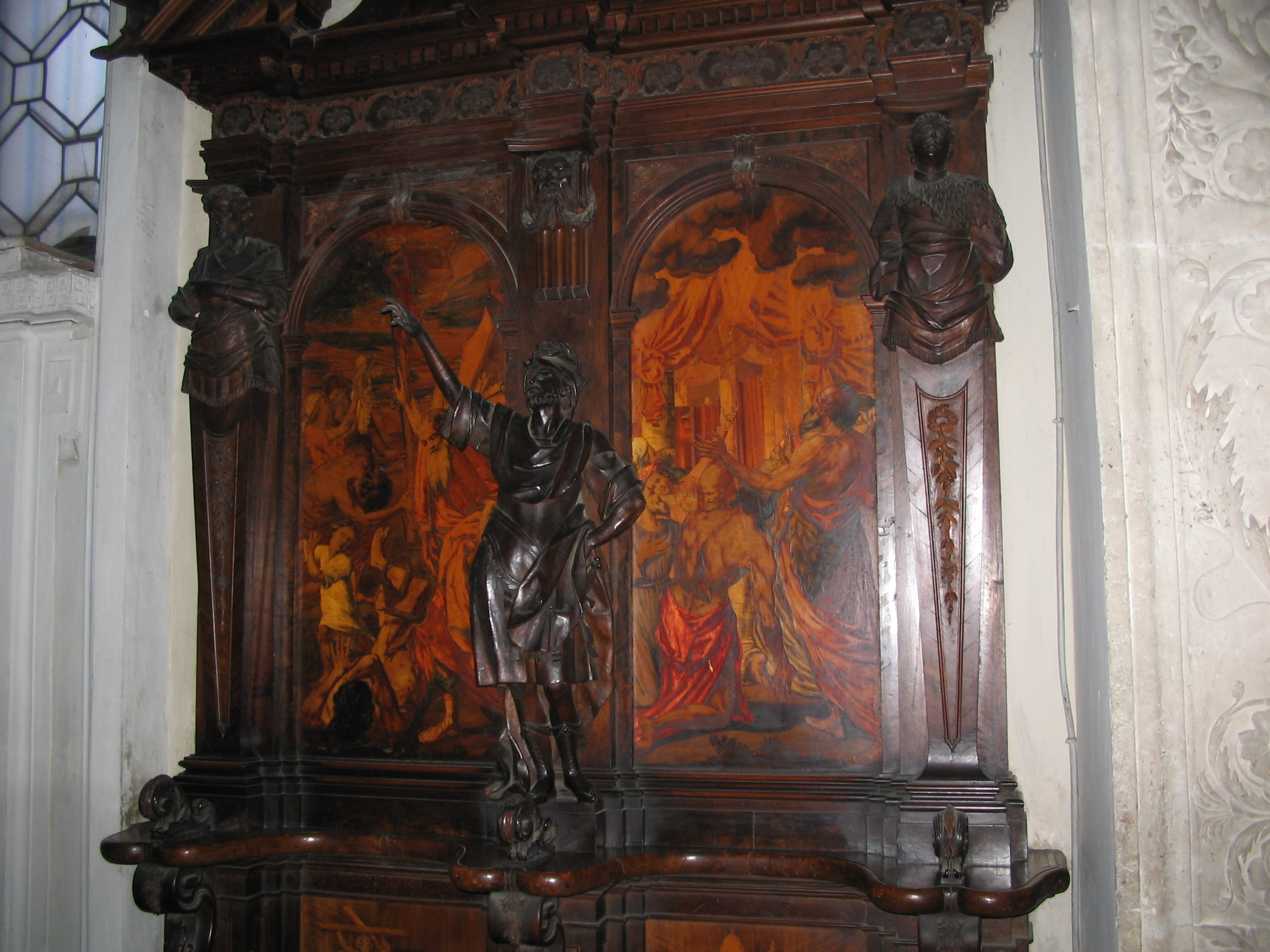
Bancs.